# 日本あん摩マッサージ指圧師会
公益社団法人日本あん摩マッサージ指圧師会（にほんあんまマッサージしあつしかい）は、あん摩マッサージ指圧師によって構成される公益法人。1988年（昭和63年）に設立された。按摩、指圧、マッサージに関する啓蒙、啓発活動やあん摩マッサージ指圧師の権利や利益を守るための政治活動、健康保険取り扱いの拡充活動、整体などの無資格マッサージの取り締まり活動を厚生労働省に行っている。あん摩マッサージ指圧師は強制的に入会する必要はない。関連団体として日本鍼灸師会、全日本鍼灸マッサージ師会がある。別団体として存在し、それぞれが独立して活動を行っている。元厚生労働省所管。

## 所在地
- 本部所在地　東京都新宿区西早稲田2-18-2　日本盲人福祉センター内